# Історія розвитку центральних процесорів

## 1970–1980-ті роки: Початок ери мікропроцесорів
У 1971 році Intel випустила свій перший 4-бітний мікропроцесор 4004, що став основою для подальшого розвитку комп'ютерної техніки. Це призвело до появи персональних комп'ютерів і нових архітектур, таких як x86, що згодом стали домінуючими на ринку. У цей період почали з'являтися процесори з багатьма ядрами та новими архітектурами, як, наприклад, 16/32-бітний Motorola 68000.

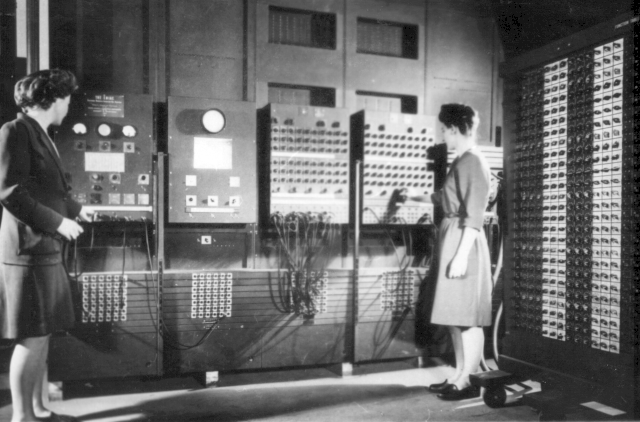

## 1980-1990-ті роки: Вдосконалення та паралельне виконання
До середини 1980-х років з'явилися нові методи підвищення швидкості процесорів. Одним із важливих досягнень став піпелайнинг, що дозволяє виконувати кілька інструкцій одночасно, розподіляючи їх по різних етапах. Проте це обмежувалося паралелізмом на рівні інструкцій (ILP), тобто кількістю незалежних інструкцій у програмі.
Для збільшення ILP почали застосовувати суперскалярний дизайн, де кілька арифметичних логічних блоків (ALU) виконують інструкції паралельно. З часом з'явилася виконання інструкцій поза чергою (out-of-order execution), що дозволило зменшити залежності між операндами.
В середині 1990-х років з'явилися спекулятивне виконання, коли інструкції передбачуваного напрямку виконуються до того, як точно визначиться гілка програми. Якщо передбачення правильне, інструкції зберігаються, якщо ні — скасовуються.

## 2000-ті роки до сьогодні: Нові підходи та багатоядерні процесори
У 2000-х роках з'явилися мультиядерні процесори, де кілька ядер на одному чіпі виконують паралельну обробку даних, що значно підвищує продуктивність. Зокрема, Intel і AMD почали випускати процесори з кількома ядрами, наприклад, серія Core i7 та Ryzen.
Однією з головних проблем залишалася паралельна обробка даних в умовах багатозадачності. Це вирішується за допомогою гіпертредінгу (hyper-threading), коли кожне ядро обробляє кілька потоків одночасно.
В останні роки з'являються нові підходи до проектування процесорів, такі як інтелектуальна пам'ять (ІRAM), де пам'ять та процесор поєднуються в одному чіпі, що дозволяє подолати обмеження класичної архітектури Вона Неймана.

## Хронологія подій
1964. IBM випускає 32-бітну систему IBM System/360 з захистом пам'яті.
1969. Початковий дизайн Intel 4004 під керівництвом Теда Хоффа з Intel та Масатоші Шими з Busicom.
1970. Завершено дизайн Intel 4004, розроблений Федеріко Фаггіном з Intel та Масатоші Шимою з Busicom.
1971. IBM випускає IBM System/370, наступника System/360.
1971. Intel випускає 4-бітний процесор Intel 4004, перший комерційний мікропроцесор.
1971. NEC випускає μPD707 і μPD708, два чіпи 4-бітного процесора.
1972. IBM оголошує "System/370 Advanced Function", додаючи підтримку віртуальної пам'яті з вимогами сторінок.
1972. NEC випускає 4-бітний мікропроцесор μPD700 на одному чіпі.
1973. NEC випускає 4-бітний μCOM-4 (μPD751), об'єднавши μPD707 і μPD708 в одному процесорі.
1974. Intel випускає Intel 8080, 8-бітний процесор, розроблений Федеріко Фаггіном і Масатоші Шимою.
1975. MOS Technology випускає 8-бітний MOS Technology 6502, перший інтегрований процесор за доступною ціною $25.
1976. Zilog представляє 8-бітний Zilog Z80, розроблений Федеріко Фаггіном і Масатоші Шимою.
1977. Digital Equipment Corporation випускає перший 32-бітний супермікрокомп'ютер VAX-11/780.
1978. Intel представляє Intel 8086 і Intel 8088, перші x86 процесори.
1978. Fujitsu випускає мікропроцесор MB8843.
1979. Zilog випускає Zilog Z8000, 16-бітний процесор, розроблений Федеріко Фаггіном і Масатоші Шимою.
1979. Motorola представляє 16/32-бітний мікропроцесор Motorola 68000.
1981. Стенфорд MIPS презентує одну з перших архітектур із зменшеним набором інструкцій (RISC).
1982. Intel випускає Intel 80286, перший процесор, що підтримує програмне забезпечення для попередніх моделей 8086 та 8088.
1984. Motorola випускає Motorola 68020, що підтримує повний 32-бітний адресаційний простір.
1985. Intel випускає Intel 80386, що додає 32-бітний набір інструкцій до архітектури x86.
1985. Введена архітектура ARM.
1989. Intel випускає Intel 80486.
1992. Hitachi представляє архітектуру SuperH, що лягла в основу набору інструкцій ARM Thumb.
1993. Intel запускає оригінальний процесор Pentium, перший процесор з мікроархітектурою x86 superscalar.
1994. IBM представляє перші моделі основних комп'ютерів IBM, що використовують мікропроцесори на одному чіпі, серія IBM System/390 9672.
1994. Введено набір інструкцій ARM Thumb на основі SuperH від Hitachi.
1995. Intel випускає Pentium Pro, який стає основою для Pentium II, Pentium III, Pentium M та архітектур Intel Core.
2000. IBM представляє z/Architecture, 64-бітну версію своєї архітектури для основних комп'ютерів.
2000. AMD анонсує розширення x86-64 для архітектури x86.
2000. AMD досягає позначки 1 ГГц з процесором Athlon.
2000. Analog Devices представляє архітектуру Blackfin.
2002. Intel випускає Pentium 4 з гіперпоточністю, перший десктопний процесор з підтримкою багатозадачності (SMT).
2003. AMD випускає Athlon 64, перший 64-бітний споживчий процесор.
2003. Intel представляє Pentium M, мобільний процесор з низьким енергоспоживанням на основі архітектури Pentium Pro.
2005. AMD анонсує Athlon 64 X2, свій перший двоядерний процесор x86.
2006. Intel представляє лінію процесорів Core, побудованих на модифікованій архітектурі Pentium M.
2008. Відправлено понад 10 мільярдів процесорів на архітектурі ARM.
2010. Intel представляє процесори Core i3, i5, i7 з 2, 4 і 4 ядрами відповідно.
2011. ARM випускає ARMv8-A, що підтримує 64-бітну архітектуру AAarch64.
2011. AMD анонсує перший 8-ядерний процесор для настільних ПК.
2017. AMD анонсує процесори Ryzen на базі архітектури Zen з до 16 ядрами.
2017. Intel 8-го покоління Core i3, i5, i7 і i9 з 4, 6, 8 і 8 ядрами відповідно.
2017. Відправлено понад 100 мільярдів процесорів на архітектурі ARM.
2020. Apple випускає свою власну систему на чіпі M1 на архітектурі ARMv8, що знаменує перехід від процесорів Intel.
2021. ARM випускає ARMv9, перше суттєве оновлення за десятиліття після ARMv8 у 2011 році.
2021. Відправлено понад 200 мільярдів процесорів на архітектурі ARM.
2022. Процесори AMD 3-го покоління EPYC з 64 ядрами живлять суперкомп'ютер Frontier, найпотужніший у світі.
2024. Apple випускає M4, свій перший SoC, що використовує архітектуру ARMv9.